# Encyklopedia PWN (internetowa)
Encyklopedia PWN – encyklopedia internetowa, oferowana bezpłatnie i bez konieczności uprzedniej rejestracji, przez Wydawnictwo Naukowe PWN.
Strona główna encyklopedii prezentuje wycinek zawartości encyklopedii w formie skromnego kalendarium, zawierającego linki do haseł, ponadto prezentowane jest na niej wybrane zdjęcie, hasło oraz pytanie-ciekawostka i odpowiedź na nie. Taki prezentowany zestaw danych zmienia się z każdą odsłoną strony. Przeszukiwanie haseł jest możliwe przy użyciu ich listy lub okna wyszukiwarki.